# Isolde Wawrin

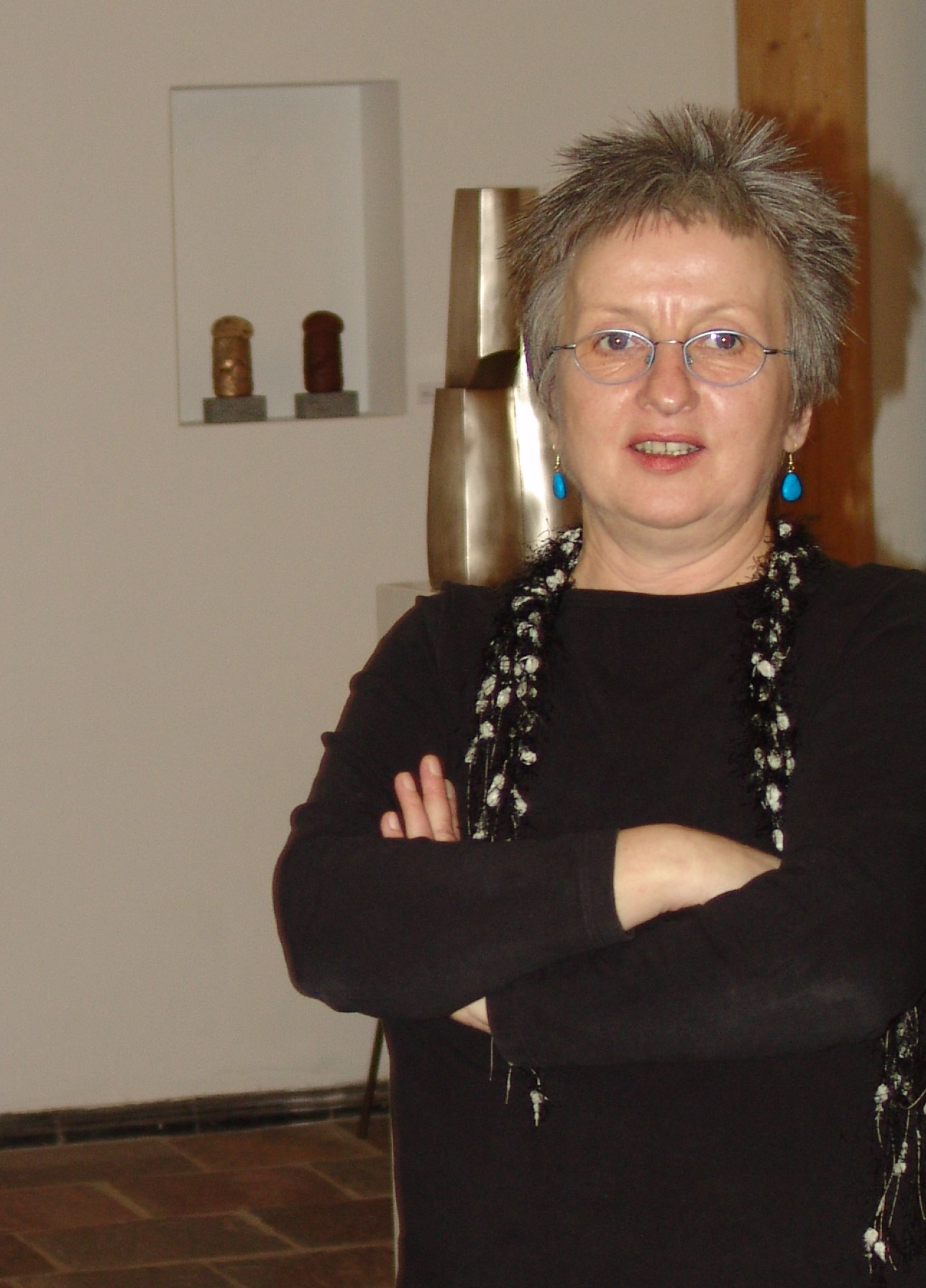
Isolde Wawrin 2007

Isolde Wawrin (* 1949 in Altdorf, Baden-Württemberg) ist eine deutsche Malerin und Zeichnerin.

## Leben und Werk
Von 1971 bis 1974 studierte Wawrin an der Staatlichen Akademie der Bildenden Künste Karlsruhe bei Horst Egon Kalinowski und Markus Lüpertz, von 1974 bis 1977 bei Klaus Rinke an der Kunstakademie Düsseldorf. Sie heiratete 1987 Yoshiyuki Kakedo, mit dem sie eine Tochter hat. Nach der Renovierung der Alten Synagoge eröffnete sie dort 1999 die Kunsthalle Altdorf. Am 24. Oktober 2017 starb Yoshiyuki Kakedo nach einer Krebserkrankung.
Isolde Wawrins Gemälde befinden sich an der Grenze zwischen gegenständlichen und abstrakten Darstellungen. In ihrer farbintensiven Malerei entwarf sie Zeichen, die Symbole unbekannter Völker darstellen könnten. Mittels Malerei, Zeichnung, Keramik und bearbeiteten Fundstücken drückt sie ihre Sehnsucht nach Harmonie zwischen Menschen und Natur aus. Ihre frühen Aktionen, in denen Wawrin ihren Körper bemalte und mit ihren Fingern malte, appellierten an ein naturnahes Köperverständnis. Ihre Kunst bezieht sich vor allem auf das Verhältnis von Mensch und Natur, wobei sie sich von Märchen, Mythen und eigenen Träumen inspirieren lässt.

## Ausstellungen (Auswahl)

### Einzelausstellungen
- 2011 Isolde Wawrin und Yoshiyuki Kakedo, Kunsthalle Altdorf[5]
- 1995 Heidelberger Kunstverein, Heidelberg
- 1988 Isolde Wawrin–Malerei, Kunsthaus Essen, Essen
- 1984 Westfälischer Kunstverein, Münster
- 1982 Kunsthalle Düsseldorf, Düsseldorf
- 1980 Bonner Kunstverein, Bonn

### Gruppenausstellungen
- 1976 Museum Wiesbaden[6]
- 1997 Augenzeugen. Die Sammlung Hanck, Museum Kunstpalast, Düsseldorf
- 1984 Zick Zack, Kunsthalle Bielefeld, Bielefeld
- 1982 Documenta 7, Kassel
- 1981 MoMA PS1, New York City

## Auszeichnungen
- 1977 Stipendium der Stadt Düsseldorf für Cité Internationale des Arts Paris
- 1980 Stipendium des Kulturkreises der deutschen Wirtschaft
- 1980 Förderpreis des Landes Nordrhein-Westfalen für junge Künstlerinnen und Künstler
- 1980 Bonner Stiftung Kunstfonds zur Förderung der zeitgenössischen bildenden Kunst
- 1981 Stipendium der Stadt Düsseldorf für PS1, New York